# Хищникът: Плячка
„Хищникът: Плячка“ (на английски: Prey) е американски фантастичен хорър филм от 2022 година на режисьора Дан Трахтенбърг. Това е петият филм от поредицата „Хищникът“ и в същото време e предистория на първите четири филма. Във филма участват Амбър Мидтъндър, Дакота Бийвърс, Дейн ДиЛиегро, Мишел Тръш, Сторми Кип, Джулиън Блек Антилоуп и Бенет Тейлър.
Премиерата на филма се състои в „Сан Диего Комик Кон“ на 21 юли 2022 г. и излиза по кината в 20th Century Studios като оригинален филм на Hulu и по Disney+ в световен мащаб на 5 август.

## Сюжет
Внимание:  Текстът по-долу разкрива сюжета на произведението (или части от него)!
През 1719 г. малко племе команчи живее в Големите равнини на бъдещите САЩ. Сред тях е момиче на име Нару, което е обучавано за лечител, но мечтае да стане истински ловец като брат си Таабе. Един ден, докато преследва елен с вярното си куче Сария, момичето наблюдава нещо грандиозно в небето, някаква „Жар птица“, долетяла от нищото. Нару не разбира какво е това, но „птицата“ всъщност е космическият кораб, с който лети Хищникът. Това е представител на извънземна раса ловци. Хищниците пристигат на различни планети и ловуват най-опасните представители на тази планета, хуманоиди или животни.
Междувременно един от ловците на племето е ранен от пума и малка група, към която се присъединява Нару, тръгва да го търси. Индианците откриват изчезналия представител на племето и Нару му оказва медицинска помощ, като го храни с „чудодейна“ трева. Тази билка понижава много телесната температура и затова раненият не кърви и оцелява. Решавайки да убие пумата, Нару залага капан за нея с Таабе. Но по време на лова момичето пада от дърво и губи съзнание, а Таабе убива звяра. Той получава цялата слава и е обявен за най-силния ловец на племето.
По време на този лов Нару се натъква на множество мистериозни отпечатъци. Приличат на човешки, но размерът на стъпалото е просто колосален. Нару не знае, че тези следи са оставени от Хищника, който все още изучава света на прериите и убива „дребен“ дивеч, според неговите концепции, като змия или койот. Скоро мечка гризли напада Нару и нейното куче, а в момента, когато дивият звяр почти достига Нару, Хищникът се намесва. Най-накрая той намира достоен противник – гризлито нанася множество рани на извънземното чудовище, но в крайна сметка Хищникът убива мечката. Спасената по чудо Нару бяга и се натъква на малък отряд от съплеменниците си, изпратени да търсят момичето от брат ѝ. Хищникът напада команчите и бързо убива всички, с изключение на Нару, която е невъоръжена, но попада в стоманен капан. Този капан е поставен от френски ловци, които следят Хищника от дълго време. Французите питат Нара за Хищника и когато тя отказва да говори, злодеите започват да измъчват Таабе, който също е заловен от тях. След като не са постигнали нищо от момичето, французите решават да използват брата и сестрата като стръв за Хищника. Извънземният, без да обръща внимание на Нара и Таабе, атакува ловците и, използвайки различни технологии и предмети, неизвестни на земляните, унищожава всички, с изключение на ранения преводач на име Рафаел. Нару, която успява да се отвърже, спасява Рафаел, като му дава „лечебна“ билка. Температурата на ранения спада рязко и тогава момичето забеляза невероятно нещо: Хищникът гледа към Рафаел, но не го вижда. Нару разбира, че чудовището не вижда „топли“ хора и решава да се възползва от това.
В това време Таабе се появява на кон и се опитва да спаси сестра си. Нару и Таабе успяват няколко пъти да наранят сериозно извънземното чудовище, но накрая то убива смелия младеж. Нару избягва и намира оцелелия главен френски ловец „Голямата брада“, който момичето използва като стръв за Хищника. След като приема от „вълшебна“ трева и понижава телесната си температура, Нару отново влиза в битка с чудовището. Тя успява да демаскира Хищника и да използва собствените му оръжия срещу него. Затънал в малко блато, Хищникът стреля с метални стрелички по Нару, но маската ги насочва право в главата на чудовището. И трите стрелички уцелват Хищника и извънземният накрая умира.
След известно време Нару триумфално се завръща в родното си племе с два трофея в ръцете си: пистолет на френски ловци и отсечена глава на Хищник, а вожда на племето, под възхитените викове на команчите, обявява Нару за най-големия ловец. Очевидно обаче историята не свършва дотук, защото в края на надписите (под формата на стилизирана картина на индианците) се показват още трима, които пристигат на Земята и се насочват към племето на кораба на Хищниците…

## Филми от поредицата за „Хищникът“
- Хищникът (Predator, 1987)
- Хищникът 2 (Predator 2, 1990)
- Пришълецът срещу Хищникът (Alien vs. Predator, 2004)
- Пришълците срещу Хищника 2 (Aliens vs. Predator: Requiem, 2007)
- Хищници (Predators, 2010)
- Хищникът (The Predator, 2018)
- Хищникът: Плячка (Prey, 2022)
- Хищникът: Опасна зона (Predator: Badlands, 2025)

## Актьорски състав
| Актьор                | Роля                                                    |
| --------------------- | ------------------------------------------------------- |
| Амбър Мидтандър       | Нару – млада жена воин от команчите                     |
| Дакота Бийвърс        | Таабе – брат на Нару и умел ловец                       |
| Дейн Дилигро          | Хищникът – извънземно чудовище, ловуващо хора и животни |
| Мишел Тръш            | Арука – майка на Нару и Таабе                           |
| Сторми Кип            | Васапе – ловец от команчите                             |
| Джулиан Блек Антелоуп | Кехету – вожд на команчи                                |
| Майк Патерсън         | „Голямата брада“                                        |
| Бенет Тейлър          | Рафаел Адолини – френски преводач                       |

## Интересни факти
- Заснемането се провежда в Калгари, Албърта, Канада през 2021 г., като местните жители участват като статисти.
- Сария, кучето компаньон на Нару, се играе от куче на име Коко, което е обучено специално за филма. Първоначално Коко трябвало да участва в по-малко сцени, но тъй като кучето е добре обучено, е включено в няколко по-важни сцени във филма.
- В края на филма Нару хвърля трофеи на вожда на племето – отсечената глава на Хищника и малък пистолет с датата „1712“. Това е същият пистолет, който полицаят Майк Хариган получава като подарък от лидера на Хищниците във финала на филма „Хищникът 2“.
- Създателите на филма обсъждат дали да започнат филма по такъв начин, че героите първоначално да говорят само команчи и едва след това да преминат на английски. Тази техника на постепенен преход от един език към друг е използвана във филма „На лов за Червения октомври“. Отказват се от тази идея и филмът е заснет изцяло на английски, като след това е дублиран на езика на команчите, а целият актьорски състав изпълнява алтернативен дублаж на филма.
- Специалните ефекти са поръчани от Amalgamated Dynamics Inc., които преди това са работили по „Пришълецът срещу Хищникът“ (2004) и „Пришълците срещу Хищника 2“ (2007).